# Crumbsuckers
A Crumbsuckers 1982–1990 között aktív amerikai crossover thrash, hardcore punk zenekar volt. 1982-ben alakult meg a New York állambeli Baldwinben. Pályafutásuk alatt két nagylemezt dobtak piacra. 1990-ben feloszlottak. Az együttes a crossover thrash műfaj egyik korai képviselőjének számít, ezért mára kultikus státuszt értek el. Főleg a legelső stúdióalbumuk miatt lettek népszerűek a rajongók körében, a második lemezükkel már nem értek el sikereket, ráadásul Chris Notaro énekes 1988-ban elhagyta a zenekart. Később a zenekar Heavy Rainre változtatta a nevét és a metal irányába mozdultak el, majd 1990-ben feloszlottak. 2015-ben a tagok tartottak egy búcsúkoncertet. Ezen a búcsúkoncerten Notaro énekelt. Dalaikban több zenekar hatása is felfedezhető volt, például Discharge, GBH, Van Halen. Az egyik tag, Gary Meskil, 1991-ben új együttest alapított Pro-Pain néven.

## Tagok
- Gary Meskil - basszusgitár
- Dan Richardson - dobok
- Chuck Lenihan - gitár
- Adam Phillips - gitár
- Chris Notaro - ének

További tagok: Kevin Carroll, Dave Wynn, Matt Cardin, Robbie Koebler, Marc Piovanetti, Dave Brady, Joe Haggerty és Chris Allen.

## Diszkográfia
- Life of Dreams (stúdióalbum, 1986)
- Beast on My Back (stúdióalbum, 1988)
- Turn Back Time: The Early Years 1983-1985 (válogatáslemez, 2014, posztumusz kiadás)

## Fordítás
- Ez a szócikk részben vagy egészben  a   Crumbsuckers című angol Wikipédia-szócikk fordításán alapul.  Az eredeti cikk szerkesztőit annak laptörténete sorolja fel. Ez a jelzés csupán a megfogalmazás eredetét és a szerzői jogokat jelzi, nem szolgál a cikkben szereplő információk forrásmegjelöléseként.